# Колталово
Колта́лово — деревня в Калининском районе Тверской области. Относится к Красногорскому сельскому поселению.
Расположена в 30 км к юго-западу от Твери, на Старицком шоссе (автодорога 28К-0576 «Тверь—Ржев»).
В 1997 году — 298 хозяйств, 839 жителей. В 2002 году — 799 жителей.

## История
Первое упоминание деревни Колталово относится к 1551 году, деревня упомянута в дозорной писцовой книге Тверского уезда.
Деревня в это время принадлежала служилому человеку Московского государя Илье Дмитриевичу Васаеву. Ему же принадлежали другие сёла и деревни по реке Тьмаке: село Троицкое (ныне Сельцо Троицкое), Володеево, Антоново и другие.
В 16-17 веках Колталово относилось к стану Суземье Тверского уезда.
В Списке населенных мест 1859 года значится владельческая деревня Колталово (32 версты от Твери, 16 дворов, 145 жителей). Жители — крепостные крестьяне.
Во второй половине XIX — начале XX века деревня относилась к Троицкому приходу Воскресенской волости Тверского уезда.
После Второй Мировой войны в районе деревни Колталово находился фильтрационный лагерь для советских солдат, побывавших в немецком плену. Задачей лагеря было выявление возможных коллаборационистов среди бывших военнопленных.
В настоящее время, в XXI веке, в Колталове есть средняя школа, библиотека, сельский дом культуры, аптека, несколько магазинов, несколько лесопилок, сельскохозяйственный производственный кооператив (СПК «Большевик») с фермой для крупного рогатого скота и посевными площадями. Кроме частных сельских домов, в Колталове есть застройка из двух- и трёхэтажных кирпичных и панельных домов с центральным отоплением и водоснабжением.
Национальный состав: русские (большинство), украинцы, белорусы, карелы, татары, таджики, узбеки, чеченцы.
В начале 2000-х годов в деревне Колталово был построен храм св. великомученика Георгия Победоносца. По правилам, деревня с расположенным в ней храмом может именоваться селом.